# Roland Weidle
Roland Weidle (* 1. Januar 1949 in Stuttgart) ist ein ehemaliger deutscher Fußballspieler, der von 1967 bis 1979 in der Fußball-Bundesliga 255 Spiele mit 19 Toren absolviert hat.

## Laufbahn

### VfB Stuttgart, 1967 bis 1971
Der vom TSV Rohr im Jahre 1966 in die Jugendabteilung des VfB Stuttgart gekommene Offensivspieler Roland Weidle absolvierte im Jahr 1967 sieben Länderspiele in der Jugendnationalmannschaft des DFB. Dazu gehörten auch drei Spiele gegen Frankreich, Österreich und Ungarn im UEFA-Juniorenturnier im Mai in der Türkei. Danach folgte die unmittelbare Berücksichtigung für die deutsche Fußballnationalmannschaft der Amateure beim Länderspiel am 25. Mai 1967 in Konstanz gegen Italien. Er gab seinen Einstand an der Seite von Gerhard Faltermeier und Spielführer Dieter Zettelmaier.
Trainer Gunther Baumann setzte den Nachwuchsspieler erstmals am 13. Januar 1968 bei der 1:3-Heimniederlage gegen Borussia Mönchengladbach in der Bundesliga ein. Weidle wurde in der 75. Minute für den Schweden Bo Larsson eingewechselt. Auch im zweiten Jahr bekam das Talent aus den eigenen Reihen in nur drei Einsätzen die Gelegenheit sein Können unter Beweis zu stellen. Als Weidle nach der Runde 1970/71 beim VfB die Zelte abbrach, standen für ihn 27 Spiele mit zwei Toren in der Bundesliga zu Buche. Damit konnte er nicht zufrieden sein und er versuchte deshalb ab der Saison 1971/72 bei Eintracht Frankfurt einen Neuanfang.

### Eintracht Frankfurt, 1971 bis 1978
Neben Weidle kamen 1971 auch noch die Nationalspieler Ender Konca und Thomas Parits an den Main. Trainer Erich Ribbeck hatte mit Jürgen Grabowski, Horst Heese, Bernd Nickel und Thomas Rohrbach noch weitere Offensivspieler zur Verfügung, so dass die 15 Spiele mit vier Toren von Weidle in seiner ersten Eintracht-Saison beachtlich waren. Der Ex-Stuttgarter konnte seine Leistung aber noch steigern und gehörte ab der Runde 1972/73 mit 33 Ligaspielen dem Kreis der Stammspieler an. Mit Trainer Dietrich Weise gewann der in das Mittelfeld gerückte Weidle in den Jahren 1974 und 1975 zwei Mal den DFB-Pokal. Mit gleicher Mittelfeld-Besetzung – Klaus Beverungen, Weidle, Bernd Nickel – gewann die Eintracht die zwei Finalspiele gegen den Hamburger SV im Jahre 1974 und gegen den MSV Duisburg im Jahre 1975. Auch in der Bundesliga gehörten Weidle und Co mit den Rängen vier und drei zu den Spitzenmannschaften in diesen Runden. Im siebten Jahr bei den Hessen erlebte Weidle die Ablösung von Trainer Gyula Lóránt zum 30. November 1977 und die Nachfolge durch Dettmar Cramer. Sein letztes Bundesligaspiel für die Eintracht bestritt Roland Weidle am 29. April 1978 bei dem 2:0-Heimerfolg gegen Braunschweig. Von 1971 bis 1978 hatte er 198 Ligaspiele mit 17 Toren für Eintracht Frankfurt bestritten. Dazu kamen noch 32 Pokalspiele und 18 Einsätze im Europapokal. Eröffnet hatte er dabei die europäischen Auftritte in der Runde 1972/73 gegen den FC Liverpool und beendet in der Runde 1977/78 gegen Grasshoppers Zürich. Weidle unterschrieb für die Saison 1978/79 einen neuen Vertrag bei Arminia Bielefeld und verzog in die Region Ostwestfalen-Lippe.

### Arminia Bielefeld, 1978 bis 1980
In Bielefeld eröffnete Weidle unter dem Trainer Milovan Beljin und beendete die Saison nach 30 Einsätzen unter Trainer Otto Rehhagel auf dem 16. Rang. Sein letztes Bundesligaspiel bestritt er am 2. Juni 1979 beim 0:0-Heimremis gegen den Hamburger SV. Beim Titelgewinn in der 2. Fußball-Bundesliga 1979/80 kam er auf 21 Einsätze mit einem Tor. Nach dem Aufstieg beendete er sein Engagement auf der Bielefelder Alm und brach in die Schweiz in den Kanton Tessin zum AC Bellinzona auf. Dort blieb Weidle noch bis 1985 aktiv, ehe er beim FC Morobbia seine Spielerlaufbahn beendete.

### Trainer
Später war er auch als Trainer tätig, u. a. beim FC Biel-Bienne. Nach 12 Trainerjahren beim FC Aarberg, übt Roland Weidle nun das Amt des Sport-Chefs (Präsident) beim FC Aarberg aus.